# Altai (Khovd)
Pour les articles homonymes, voir Altaï (homonymie).
Altai (mongol cyrillique : Алтай сум, translittération officielle : Altai sum), également translittéré Altay ou Altaï est un sum de l'aïmag (province) de Khovd dans l’ouest de la Mongolie.